# Аркауловська сільська рада
Аркау́ловська сільська рада (рос. Аркауловский сельский совет) — муніципальне утворення у складі Салаватського району Башкортостану, Росія. Адміністративний центр — село Аркаулово.

## Населення
Населення — 1775 осіб (2019, 1956 в 2010, 2114 в 2002).

## Склад
До складу поселення входять такі населені пункти:
| Населений пункт       | Населення, осіб (2002) | Населення, осіб (2010) |
| --------------------- | ---------------------- | ---------------------- |
| Аркаулово, село       | 1459                   | 1439                   |
| Бешевлярово, присілок | 265                    | 220                    |
| Куселярово, присілок  | 241                    | 171                    |
| Махмутово, присілок   | 115                    | 100                    |
| Осиновка, присілок    | 0                      | -                      |
| Яубуляково, присілок  | 34                     | 26                     |